# پیج تورکو
پیج تورکو (انگلیسی: Paige Turco؛ زادهٔ ۱۷ مهٔ ۱۹۶۵) یک بازیگر سینما، و هنرپیشه اهل ایالات متحده آمریکا است. او فارغ‌التحصیل رشته هنرپیشگی از دانشگاه کانکتیکت می‌باشد. پیج از سال ۱۹۸۷ میلادی تاکنون مشغول فعالیت بوده‌است.
از فیلم‌ها یا برنامه‌های تلویزیونی که وی در آن نقش داشته‌است می‌توان به فیلم نقشه بازی، شکست‌ناپذیر، لاک‌پشت‌های نینجای ۳، لاک‌پشت‌های نینجای ۲، مرده خنده‌دار و سریال ۱۰۰ نفر (مجموعه تلویزیونی) اشاره کرد.

## زندگی‌نامه
تورکو در بوستون، ماساچوست متولد شد مادر و پدر وی به ترتیب جویس ژان (جودوئین) و دیوید وینسنت تورکو هستند. در سن یک سالگی، مادرش پس از مرگ پدر، آن‌ها را به اسپرینگفیلد، ماساچوست منتقل کرد و در آنجا بزرگ شد. وی‌تبار ایتالیایی، فرانسوی و انگلیسی دارد. او به عنوان یک دختر کوچک دروس باله را در پیش گرفت و برنامه داشت که یک باله‌رین کلاسیک شود. او در دانشکده والوت هیل در ناتیک، ماساچوست شرکت کرد و به عنوان نوازنده در کنسرواتوار رقص نیو انگلستان، شرکت تئاتر باله امهرست و شرکت باله غربی ماساچوست اجرا کرد. آسیب دیدگی مچ پا به احتمال زیاد باله حرفه‌ای او پایان داد. او بعداً اظهار داشت: «من حتی نمی‌توانستم به باله بروم. خیلی دردناک بود.» تورکو فارغ‌التحصیل کالج Bay Path در لانگ ماین، ماساچوست (۱۹۸۷) و درام در دانشگاه کنتیکت است.